# Niebo (Kolano)
Niebo (kaszub. Niébo) – część kolonii Kolano w Polsce, położona w województwie pomorskim, w powiecie kartuskim, w gminie Stężyca, na obszarze Pojezierza Kaszubskiego. Wchodzi w skład sołectwa Szymbark.
W latach 1975–1998 Niebo administracyjnie należało do województwa gdańskiego.